# Liste des gouverneurs de la province de Namur
 (mai 2020).
Si vous disposez d'ouvrages ou d'articles de référence ou si vous connaissez des sites web de qualité traitant du thème abordé ici, merci de compléter l'article en donnant les références utiles à sa vérifiabilité et en les liant à la section « Notes et références ».
Le gouverneur de la province de Namur ou Gouverneur de Namur est l'autorité administrative située dans la province de Namur, représentant l'État fédéral ainsi que les entités fédérées, il joue également un rôle dans l'administration de la province.

## Liste des gouverneurs

### Royaume uni des Pays-Bas
| No | Nom                                     | Parti | Parti            | Mandat    |
| -- | --------------------------------------- | ----- | ---------------- | --------- |
| 1  | Jean-Baptiste-Julien d'Omalius d'Halloy |       | Parti catholique | 1815-1830 |

### Royaume de Belgique
| No | Nom                                     | Parti | Parti            | Mandat      |
| -- | --------------------------------------- | ----- | ---------------- | ----------- |
| 1  | Baron Goswin de Stassart                |       | Parti libéral    | 1830-1834   |
| 2  | Joseph Lebeau                           |       | Parti libéral    | 1834-1840   |
| 3  | Baron Édouard d'Huart                   |       | Parti libéral    | 1840-1847   |
| 4  | Baron Adolphe de Vrière                 |       | Parti libéral    | 1847-1848   |
| 5  | Victor Pirson                           |       | Parti libéral    | 1848-1851   |
| 6  | Comte Charles de Baillet de Latour      |       | Parti catholique | 1853-1875   |
| 7  | Baron Gustave de Mévius                 |       | Parti catholique | 1876-1877   |
| 8  | Marquis Albert de Beauffort             |       | Parti catholique | 1877-1881   |
| 9  | Léon Pety de Thozée                     |       | Parti libéral    | 1881-1882   |
| 10 | Auguste Vergote                         |       | Parti libéral    | 1882-1884   |
| 11 | Baron Charles de Montpellier de Vedrin  |       | Parti catholique | 1884-1914   |
| 12 | Vicomte Paul de Gaiffier d'Hestroy (nl) |       | Parti catholique | 1919-1937   |
| 13 | François Bovesse                        |       | Parti libéral    | 1937-1940   |
|    | Georges Devos                           |       |                  | 1940-1941   |
|    | Antoine Leroy (nl)                      |       | REX              | 1941-1942   |
|    | Prince Emmanuel Gérard de Croÿ (nl)     |       |                  | 1942-1944   |
|    | Henri Lambert de Rouvroit               |       |                  | 1944-1945   |
| 14 | Robert Gruslin                          |       | Parti libéral    | 1945-1968   |
| 15 | René Close                              |       | PS               | 1968-1977   |
| 16 | Pierre Falize                           |       | PS               | 1977-1980   |
| 17 | Émile Lacroix                           |       | PS               | 1980-1987   |
| 18 | Émile Wauthy                            |       | PSC              | 1987-1994   |
| 19 | Amand Dalem                             |       | PSC              | 1994-2007   |
| 20 | Denis Mathen                            |       | MR               | Depuis 2007 |